# Джені Лу Гіббз
Джені Лу Гіббз (англ. Janie Lou Gibbs; 25 грудня 1933, Кордейл, Джорджія, США — 7 грудня 2010, Дугласвілл, Джорджія, США) — американська серійна вбивця з Кордейла (англ. Cordele), штат Джорджія. У 1966—1967 роках вона отруїла миш'яком чоловіка, трьох синів і онука.

## Вбивства
Чоловік Джені помер 21 січня 1966 року. Йому стало погано після того, як він з'їв обід, приготований дружиною. Чоловік знепритомнів, і його терміново відвезли в лікарню, де він помер. Доктора оголосили причиною смерті що раніше не діагностовану хворобу печінки.
Її шістнадцятирічний син помер 23 січня 1967 року. В цей же день помер і молодший син, якому було тринадцять років. Джені Лу Гіббз успадкувала 31 000 долл. від їх смертей. Десять відсотків від цієї суми вона передала своїй церкві. Незважаючи на незвичайні збіги всіх смертельних випадків за такий короткий період часу, Джені Лу відкидала запити страхових агентів на розтин тіл. Хоча у страхових агентів і з'явилися підозри, більшість сусідів Гіббз і її церковних друзів не могли і припустити, що 33-річна жінка, яка завідувала денним дитячим садом, могла бути серійним вбивцею. Причини всіх смертельних випадків в родині Гіббз спочатку приписувалися хворобам печінки. Але незабаром несподівано померли її старший син — дев'ятнадцятирічний Роджер, і її онук. Медики не могли зрозуміти, що сталося з новонародженим. Адже він був здоровий, сильний і розвивався нормально. Що стосується Роджера, то його нирки, здавалося, перестали працювати без всяких причин.
Сімейний лікар звернувся в поліцію (за іншими даними невістка Гіббз зажадала розтину трупа свого чоловіка і дитини). В результаті у померлих виявили смертельний рівень вмісту миш'яку. Була проведена ексгумація тіл інших членів сім'ї, і, як з'ясувалося, всі вони також були отруєні миш'яком. У святвечір 1967 року Джені Лу Гіббз заарештували.

## Вирок
У лютому 1968 року Джені Лу Гіббз визнали винною в п'яти вбивствах. Вона отримала п'ять довічних термінів. У в'язниці вона захворіла хворобою Паркінсона.

### Вихід на свободу
У квітні 1999 року її все-таки випустили на свободу, до цього 17 разів відмовивши в її запиті на звільнення. Після звільнення вона перебувала під опікою брата і невістки. Через її поганий стан вони мали проходити обов'язкову реєстрацію один раз на рік.

## Останні роки життя
В останні роки життя Джені Лу Гіббз була прикута до інвалідного візка і перебувала в приватному санаторії в Джорджії.
Вона померла 7 лютого 2010 року.